# Kamilla Ogun
Kamilla Ojo Ogun (Russisch: Камилла Оджо Огун) (Stary Oskol, Oblast Belgorod, 7 mei 1999) is een Russisch basketbalspeelster die uitkomt voor het nationale team van Rusland. Ze werd Meester in de sport van Rusland.

## Carrière
Ogun begon haar carrière in 2015 bij Sparta&K Oblast Moskou Vidnoje. In 2020 ging Ogun spelen voor Namur Capitale in België. Met die club werd ze kampioen van de Eerste klasse basketbal dames (België) in 2021. In 2021 speelde Ogun voor het nationale team van Rusland op het Europees kampioenschap basketbal vrouwen 2021.

## Privé
Kamilla heeft een zus - Julia Ogun (geboren 20 maart 1991) - die werkt als een Russisch model. Kamilla's vader komt uit Nigeria.

## Erelijst
- Eerste klasse basketbal dames (België): 1
  - Winnaar: 2021